# Revolution Overdrive: Songs of Liberty
Revolution Overdrive: Songs of Liberty – druga ścieżka dźwiękowa z gry StarCraft II: Wings of Liberty, stworzona przez Matta Samia’ego.

## Opis albumu i wydanie
Album zawiera oryginalne utwory i covery puszczane z szafy grającej w Barze JoeyRaya, który występuje podczas kampanii terran w Wings of Liberty. Ścieżka dźwiękowa po raz pierwszy pojawiła się 25 marca 2010 roku na płycie winylowej jako ekskluzywna edycja limitowana dostępna podczas BlizzConu 2010. Było to dwustronne wydanie z sześcioma utworami na stronie A i pięcioma na stronie B. Oficjalnie została wydana przez Blizzard Entertainment 24 października 2010 roku na płycie winylowej oraz 26 października 2010 r. na płycie CD i do cyfrowego ściągnięcia na stronie iTunes (w formacie m4a). Wersja CD składa się z trzech dodatkowych utworów, natomiast wersja iTunes zawiera ekskluzywne materiały w postaci: trailera StarCraft II: Wings of Liberty, fikcyjnych biografii wszystkich artystów (którzy są członkami house bandów Blizzard Entertainment), odpowiedzialnych za stworzenie poszczególnych utworów oraz listy koktajli serwowanych w Barze JoeyRaya.
Płyta winylowa Revolution Overdrive: Songs of Liberty była jednym z ponad 20 przedmiotów, które można było nabyć na aukcji charytatywnej zorganizowanej przez Blizzard w dniach 5–14 listopada 2014 roku (w międzyczasie odbył się BlizzCon 2014). Zebrane pieniądze zostały przeznaczone na rzecz szpitala dziecięcego CHOC Children’s.

## Formaty i listy utworów
Vinyl:
| Nr  | Tytuł utworu                                                | Długość |
| --- | ----------------------------------------------------------- | ------- |
| 1.  | „Jem’s Tune” (Big Tuna)                                     | 2:05    |
| 2.  | „Suspicious Minds” (The Bourbon Cowboys)                    | 4:22    |
| 3.  | „Zerg, Shotgun, and You” (Whiteboy James i Blues Express)   | 3:17    |
| 4.  | „Dim Lights, Thick Smoke, And Loud, Loud Music” (Big Tuna)  | 2:29    |
| 5.  | „Raw Power” (Romeo Delta)                                   | 3:50    |
| 6.  | „Free Bird” (The Blasters)                                  | 5:52    |
| 7.  | „An American Trilogy” (Brian Bode)                          | 4:53    |
| 8.  | „Rumble” (The Dirty Knobs)                                  | 3:15    |
| 9.  | „Excuse Me for Scribblin'” (Whiteboy James i Blues Express) | 2:48    |
| 10. | „Sweet Home Alabama” (Big Tuna)                             | 4:50    |
| 11. | „Terran Up the Night” (Level 80 Elite Tauren Chieftain)     | 4:30    |
|     |                                                             | 42:11   |

CD, digital download:
| Nr  | Tytuł utworu                                                | Długość |
| --- | ----------------------------------------------------------- | ------- |
| 1.  | „Jem’s Tune” (Big Tuna)                                     | 2:05    |
| 2.  | „Suspicious Minds” (The Bourbon Cowboys)                    | 4:22    |
| 3.  | „Zerg, Shotgun, and You” (Whiteboy James i Blues Express)   | 3:17    |
| 4.  | „Most Wanted” (StarCraft Terran Band)                       | 2:58    |
| 5.  | „Dim Lights, Thick Smoke, And Loud, Loud Music” (Big Tuna)  | 2:29    |
| 6.  | „Raw Power” (Romeo Delta)                                   | 3:50    |
| 7.  | „Free Bird” (The Blasters)                                  | 5:52    |
| 8.  | „An American Trilogy” (Brian Bode)                          | 4:53    |
| 9.  | „Rumble” (The Dirty Knobs)                                  | 3:15    |
| 10. | „Excuse Me for Scribblin'” (Whiteboy James i Blues Express) | 2:48    |
| 11. | „Blood And Glory” (StarCraft Terran Band)                   | 2:42    |
| 12. | „Suspicious Minds (Black Label)” (The Bourbon Cowboys)      | 6:21    |
| 13. | „Sweet Home Alabama” (Big Tuna)                             | 4:50    |
| 14. | „Terran Up the Night” (Level 80 Elite Tauren Chieftain)     | 4:30    |
|     |                                                             | 54:12   |

## Personel
Dane zaadaptowane z Discogs oraz oficjalnej strony poświęconej muzyce z gier, wydawanych przez Blizzard Entertainment:
| - Matt Samia – producent albumu, grafika, kompozytor (utwór 1) - Jack Buckshot – producent - Snake „Edo” Earl – inżynier - Mark James – kompozytor (utwory 2 i 12) - Anthony Theisen, John Denton – kompozytorzy (utwór 3) - James Page – kompozytor (utwory 3 i 10) - Glenn Stafford – kompozytor (utwory 4 i 11) - Joe Maphis, Max M. Fidler, Rose Lee Maphis – kompozytorzy (utwór 5) - Iggy Pop, James Williamson – kompozytorzy (utwór 6) - Allen Collins – kompozytor (utwór 7) - Angela Blake, Bernie Kang, Brian Huang, Dominic Qwek, Jeff Chamberlain, Samwise Didier, Steve Hui – grafika | - Ronnie Van Zant – kompozytor (utwory 7 i 13) - Mickey Newbury – kompozytor (utwór 8) - Link Wray, Milton Grant – kompozytorzy (utwór 9) - Edward C. King, Gary Rossington – kompozytorzy (utwór 13) - Level 80 Elite Tauren Chieftan – kompozytor (utwór 14) - Clydene Jackson, Jeff Gunn, Kala Balch, Vangie Gunn – chórki (utwory 2 i 13) - Andrea Toyias – A&R - Dennis Crabtree, Jay Maguire, Keith Landes, Thomas Pieracci – koordynatorzy - Johnny Lee Brooks – fotografia |

Za wykonanie utworów odpowiadają: Big Tuna (utwory 1, 5 i 13), The Bourbon Cowboys i Chris Metzen (utwory 2 i 12), Whiteboy James i Blues Express (utwory 3 i 10), StarCraft Terran Band (utwory 4 i 11), Romeo Delta (utwór 6), The Blasters (utwór 7), Brian Bode (utwór 8), The Dirty Knobs (utwór 9) oraz Level 80 Elite Tauren Chieftan (utwór 14).